# Tiny Glade
Tiny Glade (с англ. — «Крошечная поляна») — инди-игра, симулятор строительства и уютная игра с эстетикой cottagecore, разработанная шведской студией Pounce Light. Была выпущена в Steam 23 сентября 2024 года. Tiny Glade позволяет создавать диорамы в виде домов, руин или замков. Ключевая особенность игры — процедурная генерация, придающая постройками завершённый вид вне зависимости от того, каким образом игрок расположит здания, стены и другие элементы постройки.
Разработка игра велась на протяжении трёх лет с участием двух человек и началась с опубликованного в социальных сетях ролика со стеной, созданной с помощью процедурной генерации, что вызвало повышенный интерес у интернет-пользователей. Разработчики хотели создать эстетически красивую и расслабляющую игру, за изнанкой которой прячется тяжёлая инженерия по процедурной генерации разных объектов. Жанр игры был вдохновлён Townscaper.
Игра получила преимущественно положительные отзывы от игровых критиков, похваливших игру за её расслабляющую атмосферу, визуальную эстетику, продвинутую процедурную генерацию, но раскритиковавших слишком ограниченный набор инструментов. Оценка игроков в Steam была крайне положительной.

## Игровой процесс
Tiny Glade представляет собой интерактивный конструктор. Игроку доступен набор инструментов, чтобы создавать здания, башни, крыши, тропинки, менять ландшафт итд. Игрок не ограничен количеством ресурсов или временем, при размещении объектов игрок не ограничен сеткой. Строить можно на полянке в указанных границах.  
Игра предлагает несколько визуально отличающихся полянок, отражающих разные времена года. В Tiny Glade есть смена суток, которую можно отключить. Каждый день игра предлагает задания по созданию  постройки определённого типа, в которых игрок может при желании принять участие. Внутриигровых наград нет.
В Tiny Glade доступны разные инструменты для строительства, сноса и изменения ландшафта. На участке можно ставить готовые шаблоны зданий, растягивать их вширь или высоту, сносить отдельные стены. В игре доступны два вида постройки — прямоугольная постройка и башня, которые можно растягивать, комбинировать друг с другом, чтобы создавать здания и замки самой разной формы, в том числе создать небольшие районы. Можно менять внешность здания, форму фасада с между кирпичной, штукатуркой и фахверком, подбирать цвет. Кисть позволяет создавать дорожки, ставить стены или заборы. Также с помощью кисти можно создавать водоёмы, цветочные лужайки или ставить деревья. Если провести дорогу через водоём, то образуется мост. В игре есть ластик, с помощью которого можно удалять предметы или здания, также частично сносить стены, образуя эффект руин.
Важную роль в создании диорамы играет процедурная генерация, при изменении высоты, формы зданий, крыш или стен случайно меняется форма кладки здания, в том числе и при размещении окон, дверей и других деталей. Также игра процедурно размещает предметы, вроде горшков с растениями, скамеек, лестниц или верёвок с бельём между окнами. В игру встроены разные режимы камеры, чтобы наблюдать за постройкой как с перспективы птичьего полёта, так и перемещаться между строениями.  

## Разработка
Tiny Glade была разработана независимой шведской студией Pounce Light, это их дебютная игра. Разработка игры велась на протяжении трёх лет. Над игрой работало два человека — Анастасия Опара, родом из России и Томаш Стаховяк. Игра была создана на модифицированном игровом движке Bevy.
Анастасия, описывала свою игру, как ящик для игрушек и создания диорам. Разработчики хотели обеспечить игроку пространство, уютное убежище, где можно расслабиться и отдохнуть. Они не хотели ограничивать игрока, а просто предоставить ему набор инструментов, с которыми можно работать гладко без сбоев и багов. Уже в самом начале разработке было решено создать уютную игру по подобию Townscaper, Unpacking или A Little to the Left. Анастасии очень нравились эти игры и передаваемое чувство уюта, схожее с просмотром мультфильмов от студии Ghibli.
Разработка игры началась с размещения Анастасией рендера в социальных сетях. Это было короткое видео с созданием стены с помощью процедурной генерации в режиме реального времени. Скрипт был создан на игровом движке Bevy, с данными, работающими на языке программирования Rust. Анастасия тогда хотела проверить, возможно ли было создавать процедурную генерацию на GPU и в реальном времени. Выпущенное ей видео стало вирусным. После этого Анастасия выпустила ещё ряд других видео с процедурной генерацией и многие пользователи начали просить создать полноценную игру Анастасия уволилась с работы, чтобы посвятить всё своё рабочее время на разработку. Разработчица за много лет до этого начала изучать процедурную генерацию и стала известной 3D-художницей, специализировавшейся на создании процедурно генерируемых ландшафтов. Анастасия задолго до начала работы над Tiny Glade задумывала стать инди-разработчиком, вдохновившись историями из фильма «Независимая игра: Кино».
Самой сложной частью в разработке было создание интуитивно простого и понятного управления при строительстве домов и замков, в противном случае игрок не был бы способен получать удовольствие от игры. Интерфейс и инструменты несколько раз переделывались. Анастасия упоминала о том, что каждый игрок создаёт что-то в своём стиле и если он решит создать «безумный замок», будет ли ему по прежнему удобно использовать интерфейс и инструменты строительства. Закрытые бета-тесты показывали необычные сценарии, к которым прибегали игроки, например попытки создать деревянные стены из фонарей или создание подобия машикулей в стене при определённом расположении лестниц, после чего разработчики добавили машикули в процедурную генерацию. Также многие игроки пытались создать мосты, в итоге их также было решено добавить в игру несмотря на технически сложную реализацию. На протяжении всей разработки, Анастасия и Томаш изучали идеи, как улучшить свою игру.

### Процедурная генерация и программирование
В игре используется процедурная генерация, определяющая текущий облик поверхности земли, зданий и крыш. Генерация представляет собой сложный набор правил, созданный вручную Анастасией и Томашем. Анастасия заметила, что в генерации не участвует нейронная сеть. Каждый объект связан со сложными алгоритмами и генераторами. Когда игрок размещает что либо, этот объект мгновенно проходит через создание, сборку, морфинг и деформацию для достижения желаемого вида. Анастасия заметила, что созданная ей и Томашем игра чрезвычайно системна и полагается на тяжёлую инженерию, чтобы генерация работала выверенно, как часы. Для достижения этой цели лучше всего подходили язык программирования Rust и игровой движок Bevy, упрощающие работу над проектами, где не допустимы усложнения и сбои.
Входной точкой в разработке игры стал язык программирования Rust, с которым Томаш уже давно работал. Анастасия начала работать с движком Bevy, который вначале использовался и для рендеринга, но движок не позволял добиться желаемых результатов. В итоге в игру был встроен фреймворк ECS, или Entity Component System, идентифицирующий игровые объекты и то, как они работают, по сути двигатель всего, что происходит в игре. Это позволяло улучшить качество процедурной генерации и обеспечить красивую графику. Для разработки игры вначале использовался программный интерфейс OpenGL, позже Томаш и Анастасия перешли на Vulkan, так как проект усложнился и Vulkan был хотя сложнее в использовании, но предоставлял больше возможностей, в том числе позволял задействовать большее количество вычислительных шейдеров.
При сложной процедурной генерации игра была хорошо оптимизирована. Разработчики добились того, чтобы Tiny Glade могла запускаться на компьютерах с графической картой GTX 1060 при 60 кадрах в секунду с программной трассировкой лучей. Также Tiny Glade весит меньше двух гигабайтов.

## Музыка
Над музыкой и звуковыми эффектами работали NokNok Audio. Музыку к игре написал Ода Тильсет. Саундтрек был выпущен 23 сентября 2024 года. В 2022 году Тильсет также выпустил «Tiny Glade - WIP Album» с пятью треками.
| - 1. Tiny Glade — 01:43 - 2. Tiny Summer Glade — 02:36 - 3. Hello Fellow Waddler — 02:20 - 4. Seriously Summer — 03:35 - 5. Bah-bah Little Lamb — 02:33 - 6. Tiny Flowery Glade — 02:37 - 7. Beams and Ivy — 02:13 - 8. Springtime Blossoms — 03:00 - 9. Swaying Flowers — 02:59 - 10. Tiny Autumm Glade — 02:38 - 11. Leafy Breeze — 02:34 | - 12. Autumn Sun — 03:28 - 13. Actual Autumn — 02:27 - 14. Tiny Olden Glade — 02:37 - 15. Morning Mist — 03:38 - 16. Enchanted Forest — 02:48 - 17. Forgotten Ruins — 03:10 - 18. Tiny Winter Glade — 02:38 - 19. Snowflakes — 02:21 - 20. New Snow — 02:32 - 21. Wishful Winter — 03:18 |

## Анонс и выход
Разработка игры началась после демонстрации видео в социальной сети Twitter, с процедурно сгенерированной стеной, созданной  Анастасией Опарой. После этого Анастасия анонсировала разработку игры и в течение нескольких лет делилась в соцсетях видеороликами c постройками, созданными с помощью новых инструментов Pounce Light решили не связываться с издателем и самостоятельно продвигать игру. Анастасия и Томаш не хотели, чтобы третья лица вмешивались в процесс разработки и видение игры. Они упоминали свой опыт работы над AAA-играми, где все их действия строго контролировались. Через три года после начала разработки более миллиона пользователей добавили игру в список пожеланий, что сделало её одной из самых желанных игр в Steam. Tiny Glade ожидали поклонники жанра уютных игр
Незадолго до выпуска в Steam была выпущена демо-версия. Игра также показывалась на фестивале Steam. Разработчики заметили, что хотели игрокам дать возможность опробовать игру и решить, будут ли они готовы купит её.
Игра вышла 23 сентября в Steam и получила крайне положительные оценки от игроков из 2000 обзоров положительными были 96%. Вскоре после релиза пиковая онлайн-посещаемость игры превысила 10000 человек. К началу октября Tiny Glade купило более 500.000 человек. Игроки начали делиться в социальных сетях множеством изображения с созданными замками сложных конструкций. По состоянию над 1 октября 2024 года Tiny Glade заняла 10 место среди самых продаваемых игр в Steam. Оскар Столберг, создатель инди-игры Townscaper, чьим жанром была вдохновлена Tiny Glade признался, что с нетерпением ждал выхода этой игры. 

## Критика
| Сводный рейтинг    | Сводный рейтинг |
| Агрегатор          | Оценка          |
| ------------------ | --------------- |
| Metacritic         | 74/100          |
| Иноязычные издания |                 |
| Издание            | Оценка          |
| GameStar           | 84%             |
| Shacknews          | 8/10            |
| Multiplayer        | 8.0             |
| PC Games           | 80%             |
| GamePro Germany    | 77/100          |
| Gamereactor UK     | 7/10            |
| IGN                | 7/10            |
| PC Gamer           | 60/100          |

Tiny Glade получила преимущественно положительные отзывы со стороны игровых критиков. Средняя оценка на агрегаторе Metacritic составила 74 балла из 100 возможных.
Лорен Чандлер с сайта Shacknews назвал Tiny Glade «чертовски милой» игрой, самым лучшим на данный момент конструктором диорамы c незабываемым опытом как для опытных геймеров, так и для тех, кто ещё никогда не играл в игры. Игровой процесс ощущается так, будто копаешься в песочнице. Tiny Glade это такая игра, которая расслабляет, доставляет удовольствие и вдохновляет. Аарон Шнайдер с сайта PC Games назвал Tiny Glade уютной игрой, предлагающей грандиозные возможности в небольших масштабах. Конни Андерссон с сайта Gamereactor сравнила игру «маленькой жемчужиной», а её передаваемую атмосферу с осенним уютом. Она назвала Tiny Glade смесью The Sims и Minecraft.
Рейчел Вебер с сайта IGN призналась, что даже не заметила, как прошло два часа с того момента, как она начала играть в Tiny Glade. Обозревательница заметила, что не играла в игру, а скорее «игралась с ней», сравнивая её с набором зачарованных кубиков Lego или c гораздо более симпатичным творческим режимом Minecraft. Tiny Glade вполне можно прописывать, как лекарство для борьбы со стрессом и гневом.
Шон Прескотт с сайта PC Gamer сравнил игру с медитативным опытом и творческой песочницей, в который даже самые поверхностные усилия дают «красивые» результаты. Критик однако счёл это чувство уюта и идиллии слишком приторным, удушающим для себя, назвав Tiny Glade эдаким «финальным боссом от уютных игр». За фасадом этой приторности прячется нехватка творческой свободы для игрока. Рейчел после нескольких игровых сеансов быстро ощутила недостаток игрового контента.
Критики похвалили игру за её визуальную эстетику и приятную музыку. Мягкий саундтрек со слов рецензента PC Gamer чутко адаптируется ко времени суток и сезону.  Андерссон поймала себя на мысли, что продолжала играть только потому, что на неё приятно смотреть.

### Строительство и процедурная генерация
Критики похвалили продвинутую процедурную генерацию в игре и внимание к деталям. Им нравилось, как игра случайным образом добавляла окружающие предметы и детали в зависимости от расположения зданий или стен. Благодаря процедурной генерации, сглаживающей любые переходы, здания любой формы выглядят, как профессионально спроектированная архитектура. Чандлер ощущал, будто работал с ожившим холстом, он заметил, что Tiny Glade поощряет экспериментировать и допускать ошибки. Аналогично критик PC Gamer заметил, что в игре просто физически не возможно создать что-то «уродливое» как бы не стараться. Со слов Лорена Чандлера «Забавно видеть, как графический движок в реальном времени рисует то, что вы размещаете, это оказывает успокаивающий эффект». Вебер с сайта IGN заметила, что вау-эффект от процедурной генерации временный и через много часов игры игрок начнёт замечать одни и те же детали при генерации.
Смешанную оценку получил сам режим строительства. Обозреватели приметили выраженно упрощённый интерфейс игры и ограниченный набор инструментов строительства. Часть критиков однако не сочли это недостатком, упоминая то, как в купе с продвинутой процедурной генерацией игра позволяет через комбинации простых деталей создавать сложные и впечатляющие результаты. В этом плане Tiny Glade схожа с Townscaper или Summerhouse. Обозревательница IGN заметила, что игра определённо найдёт свою фан-базу, которая будет соревноваться между собой с витиеватости созданных построек.
Другая часть критиков осталась разочарована ограниченным набором для строительства. Критик GameReactor заметил, что сильные стороны игры являются и её главной слабостью. Как выразился Шон Прескотт, игроку достаточно размещать и менять форму простейших фигур, остальную работу доделывает сама игра. Андерссон с Gamereactor упоминала например возможность сажать только один вид цветов, деревьев. Несмотря на прекрасную процедурную генерацию, обозревательница желала бы иметь больший контроль над тем, что она создаёт, это особенно касается контроля над ландшафтом и камнями. Рейчел заметила, что из-за слишком ограниченного набора инструментов у Tiny Glade проблема с реиграбельностью, которую требуется исправлять добавлением большего количества игрового контента. Игра ощущается скорее, как приятная закуска, но не настоящее блюдо. Критик Shacknews столкнулся с некоторыми трудностями при попытке растянуть или обрезать здания, он остался недоволен ограниченными вариантами раскраски. Также игре не хватает функции дублирования построек.